# Provincia Settentrionale (Zambia)
La provincia Settentrionale è una provincia dello Zambia. Ha come capoluogo Kasama.

## Distretti
La provincia è suddivisa nei seguenti distretti:
| Distretto  | Superficie km² |
| ---------- | -------------- |
| Chilubi    | 5 162          |
| Kaputa     | 5 022          |
| Kasama     | 10 580         |
| Lunte      | 7 773          |
| Lupososhi  | 4 117          |
| Luwingu    | 4 893          |
| Mbala      | 3 346          |
| Mporokoso  | 4 187          |
| Mpulungu   | 10 069         |
| Mungwi     | 9 761          |
| Nsama      | 7 480          |
| Senga Hill | 5 185          |